# Carlos Hernández (voetballer)
Carlos Hernández Valverde (La Pastora, 9 april 1982) is een Costa Ricaans profvoetballer. Hij speelt sinds 2013 als middenvelder voor het Nieuw-Zeelandse Wellington Phoenix.

## Clubcarrière
Hernández speelde in eigen land van 2002 tot 2007 bij LD Alajuelense. Met deze club won hij de landstitel (2003), de CONCACAF Champions Cup (2004) en de Copa Interclubes UNCAF (2005). In 2007 werd Hernández door Alajuelense voor twee seizoenen verhuurd aan Melbourne Victory. De middenvelder debuteerde in juli 2007 voor deze club tegen Newcastle United Jets en een week later maakte Hernández tegen Perth Glory zijn eerste doelpunt voor Melbourne Victory.

## Interlandcarrière
Hernández speelde zijn eerste interland voor het Costa Ricaans nationaal elftal op 8 juli 2004 tegen Paraguay. Hij maakte deel uit van de selecties voor de Olympische Zomerspelen 2004 en het WK 2006.